# Владимир Одоевски
Владѝмир Фьо̀дорович Одо̀евски (на руски: Владимир Фёдорович Одоевский) е руски писател, музиколог и благородник (княз).
Роден е на 11 август (30 юли стар стил) 1804 година в Москва в стария княжески род Одоевски, клон на династията Рюриковичи, като остава неговият последен представител. В средата на 20-те години ръководи литературния кръжок „Общество на любомъдрието“, а през 1826 година се премества в Санкт Петербург, където заема различни държавни длъжности. Публикува под множество различни псевдоними критика, първите руски музиковедски текстове и художествени произведения в духа на Романтизма, най-известен сред които е философският роман „Руски нощи“ (1844). От 1846 година ръководи Румянцевския музей, заедно с който през 1861 година се премества отново в Москва.
Владимир Одоевски умира на 13 август (1 август стар стил) 1869 година в Москва.